# Lee Camp
Lee Michael John Camp, född 22 augusti 1984 i Derby, är en engelskfödd nordirländsk fotbollsmålvakt.

## Klubbkarriär
Den 31 januari 2018 lånades Camp ut till Sunderland över resten av säsongen 2017/2018. Den 8 augusti 2018 värvades Camp av Birmingham City, där han skrev på ett tvåårskontrakt. Den 27 november 2020 värvades Camp av Coventry City på ett tvåmånaderskontrakt.
Den 12 mars 2021 skrev Camp på ett korttidskontrakt med League One-klubben Swindon Town. Han spelade 11 matcher för klubben under slutet av säsongen 2020/2021. I februari 2022 värvades Camp av Northern Premier League Division One West-klubben Clitheroe som ersättare till deras skadade förstemålvakt. Den 24 mars 2022 skrev han på ett korttidskontrakt med National League-klubben Wrexham.

## Landslagskarriär
Eftersom hans pappa kommer från Nordirland kunde han välja att spela för antingen Englands eller Nordirlands landslag enligt FIFAs regler. Under våren 2011 i kvalet till EM 2012 gjorde Camp sin landslagsdebut för Nordirland mot Serbien och Slovenien.